# José del Castillo Pichardo
José Del Castillo Pichardo (Santo Domingo, 1947) es un sociólogo, escritor e historiador de la República Dominicana. Ha escrito más de 14 libros, ha sido columnista en varios diarios, seminarista y miembro observador de diversas elecciones que se han realizado en la República Dominicana. Actualmente es columnista de un diario dominicano.

## Biografía
José Del Castillo nació en la ciudad de Santo Domingo, República Dominicana en el año 1947. El año 1964 se inscribió en la Universidad Autónoma de Santo Domingo donde sus estudios se vieron interrumpidos en el año 1965 por la Revolución de Abril y posterior Intervención Norteamericana. Entre los años 1966 y 1971 se estableció en Chile donde obtuvo el título de Licenciado en Sociología. Más tarde realizó estudios de posgrado sobre Relaciones Internacionales, Migraciones Internacionales e Historia Económica, auspiciados por la University of Florida, Johns Hopkins University y Columbia University y de Comercialización Internacional de Azúcar GEAPLACEA.
En 1971 ingresó como docente a la Facultad de Ciencias Económicas y Sociales de la Universidad Autónoma de Santo Domingo, dirigió la Escuela de Sociología y el Departamento de Investigaciones Científicas por 6 años, de 1972 a 1977 y ha impartido cursos en UNAPEC, City University of New York. (CUNY), New York University (NYU), Rutgers University, Seaton Hall University, University of Florida, en la Universidad Interamericana de Puerto Rico y en otras instituciones de educación superior. Fue director del Museo del Hombre Dominicano, consultor de varias universidades y organismos nacionales e internacionales y Asesor Cultural y de la Gobernación del Banco Central de la República Dominicana de 1995 a 2004.
Ha publicado cientos de artículos en los semanarios "Rumbo y ¡Ahora!" y en los periódicos extintos "Última Hora" y "El Siglo" y en los periódicos "Hoy", El Caribe, "La Noticia y El Sol", y presentado docenas de ponencias en seminarios, congresos y paneles en su país y en otros.
Actualmente es columnista del periódico Diario Libre donde escribe Conversando con el tiempo en la sección sabatina "Lecturas", compartiendo espacio con Ligia Minaya y Frank Moya Pons.

## Obras
- La Gulf and Western en República Dominicana (1974) con Max Puig, Walter Cordero, Otto Fernández, Wilfredo Lozano y Miguel Cocco
- La inmigración de braceros azucareros en la República Dominicana, 1900-1930  (1978)
- Industria azucarera y fuerza de trabajo en República Dominicana (1979)
- Problemas sociales en el sector azucarero (1980)
- El Ingenio Consuelo. Biografía de un pequeño gigante (1981)
- Ensayos de Sociología dominicana (1981 y 1984)
- La industria azucarera y el desarrollo dominicano (1981)
- Azúcar & braceros: historia de un problema (1982)
- Ingenios pioneros: La Esperanza (1983)
- Carnaval en Santo Domingo (1987) con Manuel García Arévalo
- Antología del merengue (1989) con Manuel García Arévalo
- Cultura y Sociedad
- Agenda de fin de siglo (2004)

Además es coautor de más de 27 obras literarias de diversos temas sociales, políticos y económicos.